# رونین (فیلم)
رونین (به انگلیسی: Ronin) فیلمی در ژانر دلهره‌آور و اکشن محصول سال ۱۹۹۸ ایالات متحده آمریکا به کارگردانی جان فرانکن‌هایمر است. فیلم‌نامهٔ این اثر را جان دیوید زایک نوشته و دیوید مامت با نام مستعار «ریچارد وایس» بازنویسی کرده‌است. در این فیلم گروهی از بازیگران مشهور شامل رابرت دنیرو، ژان رنو، ناتاشا مک‌الهون، استلان اسکارشگورد، شان بین و جاناتان پرایس به ایفای نقش می‌پردازند. داستان فیلم دربارهٔ گروهی از مأموران سابق عملیات ویژه است که برای سرقت یک کیف مرموز و به‌شدت محافظت‌شده استخدام می‌شوند، در حالی که درگیر شبکه‌ای از وفاداری‌های متغیر هستند. «رونین» به‌واسطهٔ صحنه‌های تعقیب و گریز واقع‌گرایانه در شهرهای نیس و پاریس مورد تحسین قرار گرفت.
جان فرانکن‌هایمر در سال ۱۹۹۷ کارگردانی فیلم را بر پایهٔ فیلم‌نامهٔ زایک پذیرفت. دیوید مامت در بازنویسی فیلم‌نامه نقش رابرت دنیرو را افزایش داد و جزئیاتی از داستان را گسترش داد. تصویربرداری فیلم توسط روبر فریس، فیلم‌بردار فرانسوی، از ۳ نوامبر ۱۹۹۷ تا ۳ مارس ۱۹۹۸ در فرانسه انجام شد. بدل‌کاران حرفه‌ای مسابقات اتومبیل‌رانی مسئول طراحی و اجرای صحنه‌های تعقیب و گریز بودند. موسیقی فیلم را الیا سمیرال ساخت که نخستین تجربهٔ او در همکاری با یک استودیوی بزرگ به‌شمار می‌رود.
این فیلم نخستین بار در جشنواره فیلم ونیز ۱۹۹۸ به نمایش درآمد و سپس در ۲۵ سپتامبر به‌صورت عمومی اکران شد. منتقدان به‌طور کلی از جنبه‌های فنی، صحنه‌های اکشن و بازی بازیگران فیلم استقبال کردند، هرچند خط داستانی فیلم با انتقادهایی همراه بود. رونین در گیشه عملکردی متوسط داشت و با بودجه‌ای ۵۵ میلیون دلاری، تنها ۷۰٫۷ میلیون دلار فروش کرد. این فیلم که آخرین اثر بلند موفق جان فرانکن‌هایمر به‌شمار می‌رود، از سوی بسیاری به‌عنوان بازگشت او به دوران اوج قلمداد شد. استیون پرینس، منتقد و تاریخ‌نگار سینما، این فیلم را «شاهکار واپسین دوران کاری فرانکن‌هایمر» نامیده‌است. صحنه‌های تعقیب و گریز خودرو در فیلم که با صحنه‌های مشابه در فیلم‌های بولیت و ارتباط فرانسوی مقایسه شده‌اند، در فهرست بهترین تعقیب و گریزهای سینمایی از سوی چندین رسانه قرار گرفته‌اند.

## داستان
در یک بیسترو در محله مون‌مارتر پاریس، «دِیردره» (ناتاشا مک‌الهون)، از اعضای ارتش جمهوری‌خواه ایرلند، با دو آمریکایی به نام‌های «سم» (رابرت دنیرو) و «لری» (دیوید اوهارا) و یک فرانسوی به نام «وینسنت» (ژان رنو) ملاقات می‌کند. او آن‌ها را به انباری می‌برد که «اسپنس» (شان بین)، یک انگلیسی، و «گرگور» (استلان اسکارسگارد)، یک آلمانی، نیز در آن‌جا حضور دارند. گفت‌وگوهای میان اعضای گروه نشان می‌دهد که همگی پیش‌تر در نهادهای اطلاعاتی یا نظامی فعالیت داشته و اکنون به عنوان مزدور فعالیت می‌کنند. دِیردره مأموریت را شرح می‌دهد: حمله به یک کاروان مسلح و سرقت یک چمدان فلزی بزرگ با محتوایی نامشخص که هرگز فاش نمی‌شود. نخستین وظیفهٔ گروه، تهیهٔ سلاح است؛ اما این عملیات به تله‌ای ختم می‌شود. با وجود آنکه گروه زنده می‌ماند و موفق به تهیهٔ سلاح می‌شود، سم فاش می‌کند که اسپنس فردی متقلب است. دِیردره او را اخراج می‌کند و باقی اعضا مأموریت را ادامه می‌دهند. در همین حین، دِیردره با رابط خود، «شیموس اُرورک» (جاناتان پرایس)، دیدار می‌کند. شیموس اطلاع می‌دهد که مافیای روسیه قصد خرید چمدان را دارد و گروه باید پیش‌دستی کند. در یکی از عملیات‌های شناسایی، سم و دِیردره به یکدیگر علاقه نشان می‌دهند.
گروه در منطقهٔ لا توربی با موفقیت به کاروان حمله می‌کند و بازماندگان را تا شهر نیس دنبال می‌کند. در جریان درگیری مسلحانه، گرگور چمدان را می‌رباید و ناپدید می‌شود. او قصد فروش آن را به روس‌ها دارد، اما هنگام معامله، واسطه‌اش قصد خیانت می‌کند. گرگور او را می‌کشد و با «میخی» (فئودور آتکین)، رئیس مافیای روس، برای دیدار دیگری توافق می‌کند. گروه با کمک یکی از آشنایان قدیمی سم در سازمان سیا، گرگور را در آمفی‌تئاتر آرل شناسایی می‌کند. هنگام دیدار گرگور با دو نفر از افراد میخی، سم او را تعقیب می‌کند؛ اما شیموس پیش‌دستی کرده و گرگور را اسیر می‌کند. در همان زمان، دِیردره و وینسنت با دو عضو مافیای روس درگیر می‌شوند که به تیراندازی می‌انجامد. سم به کمک آن‌ها می‌شتابد و یکی از آن‌ها را می‌کشد، اما از اصابت گلولهٔ کمانه‌کرده زخمی می‌شود. وینسنت اسلحهٔ مرد دوم را کنار می‌زند و او را از پای درمی‌آورد. شیموس، لری را به قتل می‌رساند و با دِیردره و گرگور فرار می‌کند. وینسنت، سم را به ویلایی متعلق به دوستش «ژان-پیر» (مایکل لونزدل) می‌برد. ژان-پیر پس از خارج کردن گلوله و مراقبت از سم، وضعیت او را به داستان چهل‌وهفت رونین تشبیه می‌کند. وینسنت از ژان-پیر می‌خواهد در یافتن گرگور و عوامل ایرلندی کمکشان کند.
در پاریس، گرگور تحت بازجویی خشن مجبور می‌شود محل اختفای چمدان را فاش کند. او چمدان را از ادارهٔ پست بازیابی می‌کند، اما بلافاصله با تعقیب سم و وینسنت مواجه می‌شوند. در جریان یک تعقیب‌وگریز پرسرعت، وینسنت با شلیک به لاستیک خودرو، آن‌ها را از روی پلی نیمه‌کاره به پایین می‌فرستد. گرگور با چمدان می‌گریزد، در حالی که کارگران راه‌سازی موفق به نجات دِیردره و شیموس از خودروی در حال سوختن می‌شوند. سم و وینسنت که سردرگم‌اند، پس از بررسی چمدان تقلبی گرگور که مخصوص حمل اسکیت است، متوجه ارتباط روس‌ها با «ناتاشا کیریلووا» (کاتارینا ویت)، اسکیت‌باز و معشوقهٔ میخی می‌شوند. ناتاشا قرار است در سالن لوزنیت اجرا داشته باشد.
در زمان اجرای ناتاشا، میخی با گرگور ملاقات می‌کند. گرگور هشدار می‌دهد که در صورت خیانت، تک‌تیراندازی در سالن ناتاشا را خواهد کشت. میخی، بی‌اعتنا به تهدید، ناتاشا را قربانی می‌کند و پس از کشتن گرگور، چمدان را به‌دست می‌آورد. در آشفتگی ناشی از تیراندازی، سم و وینسنت شاهد آن‌اند که شیموس، میخی را می‌کشد و چمدان را تصاحب می‌کند. آن‌ها از یکدیگر جدا می‌شوند؛ وینسنت شیموس را تعقیب می‌کند و در تیراندازی زخمی می‌شود. سم، دِیردره را در خودروی فرار می‌یابد و با گفتن اینکه دنبال چمدان نیست بلکه قصد متوقف‌کردن شیموس را دارد، او را قانع به ترک محل می‌کند. دِیردره می‌رود و شیموس ناچار به بازگشت به سالن می‌شود. او به سم کمین می‌کند، اما پیش از شلیک، توسط وینسنت کشته می‌شود.
در پایان، سم و وینسنت در همان بیسترو نخستین دیدارشان قهوه می‌نوشند. رادیو خبر از توافق صلح میان شین فین و دولت بریتانیا می‌دهد که بخشی از آن نتیجهٔ مرگ شیموس عنوان می‌شود. سم مدام نگاهی به در می‌اندازد، اما وینسنت او را متقاعد می‌کند که دِیردره بازنخواهد گشت. آن دو با یکدیگر خداحافظی می‌کنند. پیش از رفتن، وینسنت از محتوای چمدان می‌پرسد و سم پاسخ می‌دهد که آن را به یاد نمی‌آورد. سپس سوار خودروی یکی از عوامل سیا می‌شود و می‌رود؛ وینسنت نیز صورت‌حساب را پرداخت کرده و محل را ترک می‌کند.

## بازیگران
- رابرت دنیرو در نقش سم، یک مزدور آمریکایی و عضو پیشین سازمان سیا. جان فرانکن‌هایمر، کارگردان فیلم، دنیرو را همواره بهترین گزینه‌ برای این نقش می‌دانست.
- ژان رنو در نقش وینسنت، یک تیرانداز فرانسوی که با سم دوست می‌شود. فرانکن‌هایمر بر ایجاد پیوندی قوی میان این دو شخصیت تأکید داشت و سعی کرد دوستی بازیگران را در خارج از صحنه نیز تقویت کند.
- ناتاشا مک‌الهون در نقش دِیردره، یک مأمور ارتش جمهوری‌خواه ایرلند که به دستور شیموس اُرورک مأموریت سرقت چمدان را بر عهده دارد. او با کمک مربی لهجه، گویش ایرلند شمالی را فرا گرفت. مک‌الهون بازی در این نقش را هیجان‌انگیز توصیف کرد، زیرا شخصیتش نقشی فعال در پیشبرد داستان دارد.
- استلان اسکاشگورد در نقش گرگور، متخصص رایانهٔ آلمانی و عضو پیشین سازمان اطلاعاتی شوروی. فرانکن‌هایمر که از طرفداران اسکاشگورد بود، از عمق بازی او در این نقش تمجید کرد. اسکاشگورد معتقد بود شخصیت گرگور به‌سبب ترک همسر و فرزندش، به فردی سرد و متمایل به خودکشی تبدیل شده است.
- شان بین در نقش اسپنس، یک انگلیسی که خود را متخصص اسلحه و عضو پیشین نیروی ویژهٔ هوابرد بریتانیا معرفی می‌کند. فرانکن‌هایمر در جریان تولید، سرنوشت این شخصیت را نامشخص می‌دانست و حتی حذف کامل او را بررسی کرده بود، اما در نهایت او را از گروه اخراج کرد. بین شخصیت اسپنس را فردی خودمحور و از لحاظ مهارتی ناپخته توصیف کرده‌است.
- جاناتان پرایس در نقش شیموس اُرورک، مأمور سرکش و عامل اصلی مأموریت از سوی ارتش جمهوری‌خواه ایرلند. همانند مک‌الهون، پرایس نیز برای صحبت با گویش ایرلند شمالی آموزش دید.
- اسکیپ سودات در نقش لری، رانندهٔ آمریکایی گروه. سوداث که پیش‌تر در فیلم جورج والاس (۱۹۹۷) به کارگردانی فرانکن‌هایمر نقش‌آفرینی کرده بود، بخش عمده‌ای از صحنه‌های بدل‌کاری رانندگی را خود اجرا کرد.
- مایکل لونزدل در نقش ژان-پیر، دوست و همکار وینسنت که علاقه‌مند به ساخت مینیاتور است. فرانکن‌هایمر شخصیت او را به‌سبب علاقهٔ شخصی‌اش به هنر مینیاتور خلق کرد. این سومین همکاری لانسدیل با فرانکن‌هایمر بود.
- یان تریسکا در نقش جنتلمن شیک‌پوش، نخستین روسی که برای دستیابی به چمدان قصد کشتن گرگور را دارد.
- فئودور آتکین در نقش میخی، رئیس مافیای روس و خریدار چمدان.

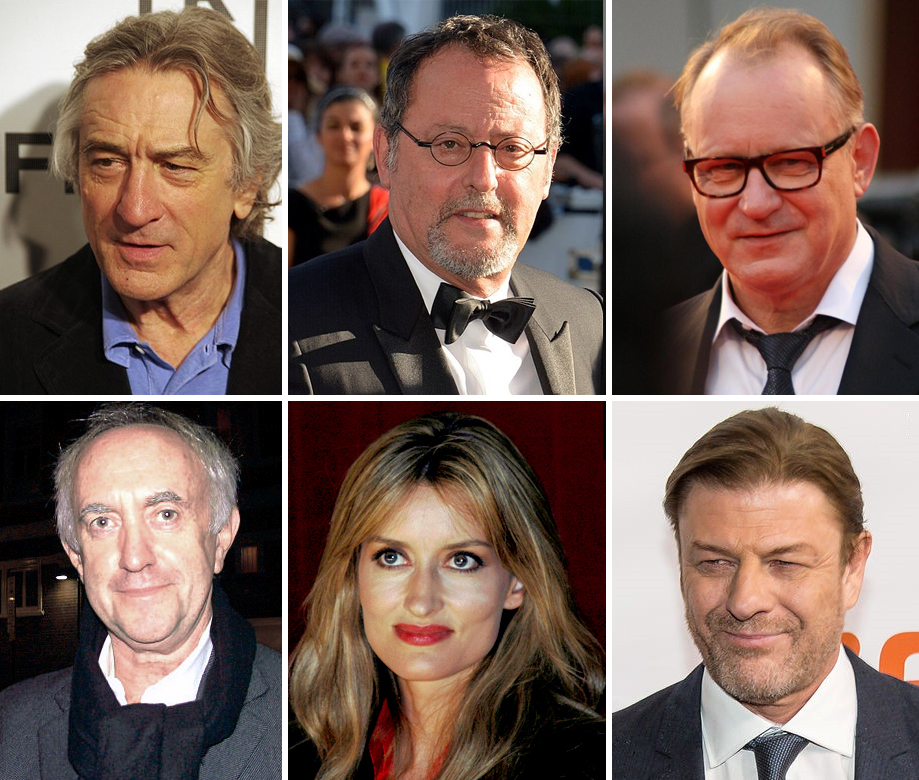
بازیگران اصلی فیلم «رونین» (در جهت عقربه‌های ساعت از بالا سمت چپ): رابرت دنیرو، ژان رنو، استلان اسکاشگورد، شون بین، ناتاشا مک‌الهون و جاناتان پرایس

- بازیگران اصلی فیلم «رونین» (در جهت عقربه‌های ساعت از بالا سمت چپ): رابرت دنیرو، ژان رنو، استلان اسکاشگورد، شون بین، ناتاشا مک‌الهون و جاناتان پرایسکاتارینا ویت، قهرمان اسکیت نمایشی المپیک و جهان از آلمان شرقی، در نقش ناتاشا کیریلووا، اسکیت‌باز روس و معشوقهٔ میخی، در یک نقش افتخاری گسترده حضور دارد.

## تولید
در ژوئیه ۱۹۹۷، نشریه ورایتی گزارش داد که جان فرانکن‌هایمر قرارداد کارگردانی فیلم رونین را امضا کرده است؛ این فیلم پنجمین همکاری او با استودیو یونایتد آرتیستس محسوب می‌شود. فرانکن‌هایمر در گفت‌وگو با این نشریه دلیل انتخاب این پروژه را «فیلمنامه‌ای بسیار خوب» و مطابقت آن با علایق شخصی‌اش عنوان کرد و گفت: «این دقیقاً همان نوع فیلمی است که خودم دوست دارم ببینم... چیزی که برایم جذاب است، فیلمی اکشن مبتنی بر شخصیت‌هاست؛ قبلاً هم چنین فیلم‌هایی ساخته‌ام، مثل یک‌شنبه سیاه و ارتباط فرانسوی ۲. این فیلم با جلوه‌های ویژه رایانه‌ای ساخته نشده، بلکه درباره آدم‌هاست. ماجرای آن اغراق‌آمیز نیست و من با چنین آثاری بهتر ارتباط برقرار می‌کنم.»
او همچنین رونین را فرصتی برای بهره‌گیری از دانش گسترده‌اش دربارهٔ فرانسه ــ به‌ویژه شهر پاریس که سال‌ها در آن زندگی کرده بود ــ می‌دانست. فرانکن‌هایمر افزود: «در هیچ جای دیگری نمی‌توانستم این فیلم را به این خوبی بسازم.» پیش از این نیز فیلم‌هایی چون قطار (۱۹۶۴)، جایزه بزرگ (فیلم ۱۹۶۶)، داستان یک داستان عاشقانه (۱۹۷۳) و ارتباط فرانسوی ۲ (۱۹۷۵) از ساخته‌های او در فرانسه فیلم‌برداری شده بودند.
بسیاری از اعضای اصلی گروه تولید رونین پیش‌تر در فیلم‌های تلویزیونی با جان فرانکن‌هایمر همکاری کرده بودند؛ از جمله تدوین‌گر آنتونی گیبز در جورج والاس، طراح صحنه مایکل زد. هانان در جورج والاس و فصل سوزان (۱۹۹۴)، و طراح لباس می راث در اندرسون‌ویل (۱۹۹۶). فرانکن‌هایمر برای دستیابی به سبک بصری مورد نظرش، فیلم‌بردار فرانسوی «روبر فِرِس» را انتخاب کرد. او تحت‌تأثیر کار فرس در تریلر پلیسی شهروند ایکس (۱۹۹۵) قرار گرفته بود، فیلمی که توانایی فرس را در مدیریت بیش از ۲۰۰۰ برداشت مورد نیاز برای رونین به اثبات رساند. «فرانک مانکوزو جونیور» تهیه‌کنندگی فیلم را بر عهده داشت.بسیاری از اعضای اصلی گروه تولید رونین پیش‌تر در فیلم‌های تلویزیونی با جان فرانکن‌هایمر همکاری کرده بودند؛ از جمله تدوین‌گر تونی گیبز در جورج والاس، طراح صحنه مایکل زد. هانان در جورج والاس و فصل سوزان (۱۹۹۴)، و طراح لباس می راث در اندرسون‌ویل (۱۹۹۶). فرانکن‌هایمر برای دستیابی به سبک بصری مورد نظرش، فیلم‌بردار فرانسوی «روبر فِرِس» را انتخاب کرد. او تحت‌تأثیر کار فرس در تریلر پلیسی شهروند ایکس (۱۹۹۵) قرار گرفته بود، فیلمی که توانایی فرس را در مدیریت بیش از ۲۰۰۰ برداشت مورد نیاز برای رونین به اثبات رساند. «فرانک مانکوزو جونیور» تهیه‌کنندگی فیلم را بر عهده داشت.

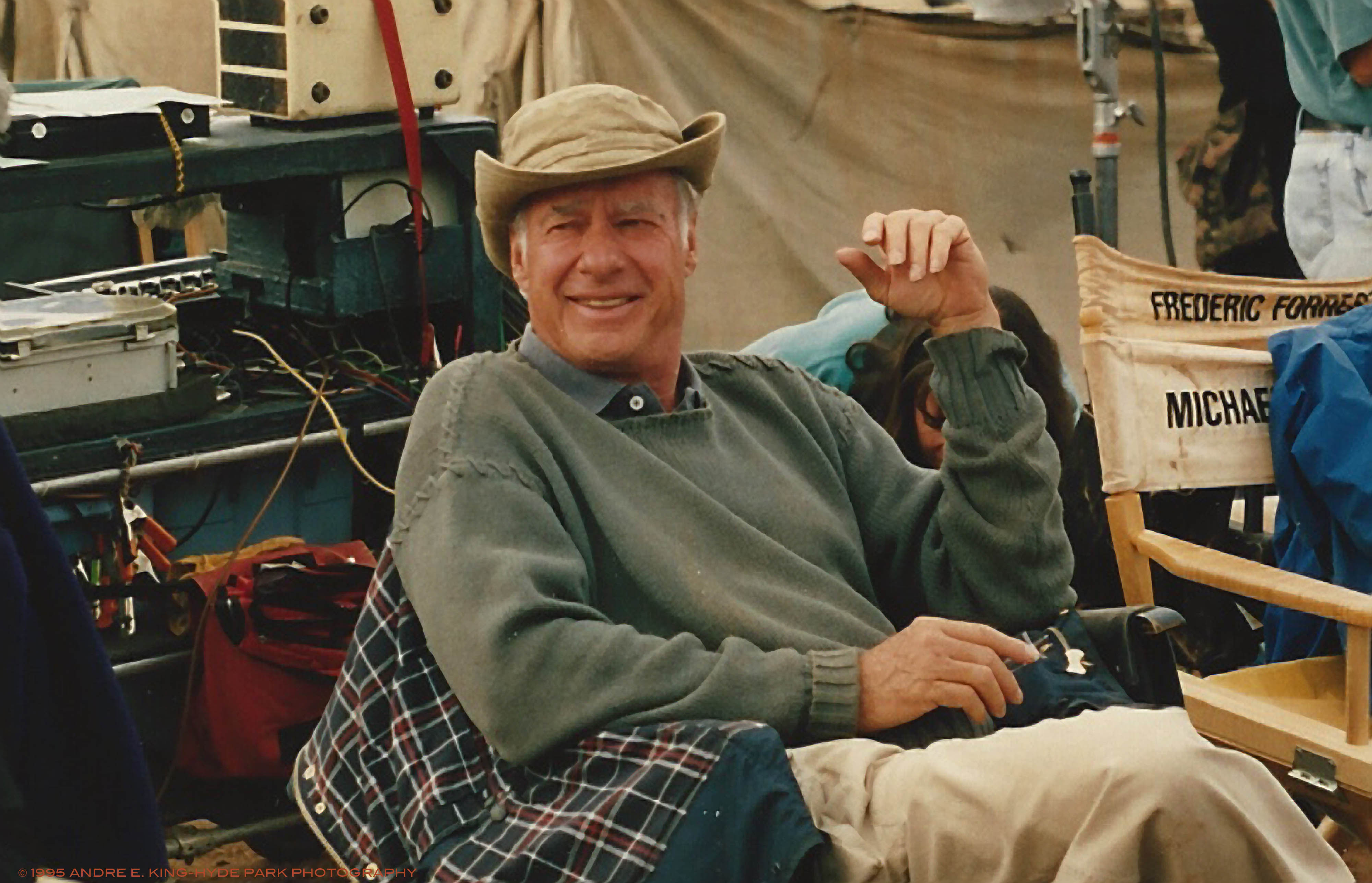
رونین واپسین فیلم بلند موفق جان فرانکن‌هایمر بود و پیش از آخرین اثر او، بازی‌های گوزن قطبی(۲۰۰۰) ساخته شد.

به گفته فرانکن‌هایمر، مقامات فرانسوی به او کمک کردند تا یکی از قوانین سخت‌گیرانه پاریس را دور بزند؛ قانونی که فیلم‌برداری صحنه‌های تیراندازی در شهر را ممنوع کرده بود. این قانون در واکنش به شکایت‌های متعدد شهروندان درباره صدای گلوله‌ها در فیلم‌برداری‌ها وضع شده بود. با این حال، عوامل دیگری نیز بر تصمیم مقامات تأثیر گذاشتند؛ از جمله تمایل مسئولان برای میزبانی یک فیلم اکشن آمریکایی مانند رونین—که پس از تصویب قانون، نمونه‌های مشابهی کمتر در پاریس فیلم‌برداری شده بودند—و همچنین تلاش برای ارتقاء جایگاه فرانسه به‌عنوان مقصدی مناسب برای تولیدات سینمایی.

## فیلمنامه
جان دیوید زایک، نویسنده‌ای تازه‌کار در سینما، ایدهٔ رونین را پس از خواندن رمان شوگون اثر جیمز کلیول در ۱۵سالگی در ذهن پروراند. آشنایی او با مفهوم رونین (سامورایی‌های بدون ارباب) الهام‌بخش نگارش فیلم‌نامه‌ای شد که سال‌ها بعد به ثمر نشست. زایک دربارهٔ انتخاب فرانسه به‌عنوان محل رخدادهای داستان گفته است: «سال‌ها بعد در شهر نیس، که یکی از صحنه‌های کلیدی فیلم در آن اتفاق می‌افتد، به خورشید نگاه می‌کردم و سایهٔ پنج ژاندارم مسلح را دیدم که از پرومناد دز آنگله گذر می‌کردند. آن تصویر به من فهماند که می‌خواهم داستان را در فرانسه روایت کنم.»
دربارهٔ نگارش نهایی فیلم‌نامه روایت‌های متفاوتی وجود دارد. به گفتهٔ وکیل زایک، نمایش‌نامه‌نویس مشهور، دیوید ممت، اندکی پیش از آغاز تولید فیلم برای گسترش نقش رابرت دنیرو و افزودن یک خط داستانی عاشقانه وارد پروژه شد. اگرچه زایک مدعی بود تغییرات ممت محدود بود، جان فرانکن‌هایمر کارگردان فیلم، نقش ممت را بسیار پررنگ‌تر دانست و اظهار کرد: «در فیلم، حتی یک خط از فیلم‌نامهٔ زایک استفاده نشده. اعتبار باید این‌گونه باشد: داستان از جان دیوید زایک، فیلم‌نامه از دیوید ممت.»
با این حال، فرانکن‌هایمر بعدها در نامه‌ای سرگشاده که سپتامبر ۱۹۹۸ در ورایتی منتشر شد، موضع خود را تغییر داد و نوشت: «جان دیوید زایک بی‌چون‌وچرا شایستهٔ دریافت جایگاه نخست در اعتبار فیلم‌نامه، و همچنین اعتبار انحصاری داستان است که توسط انجمن نویسندگان آمریکا  به او تعلق گرفت... او شایستهٔ شناخت برای مشارکت قابل توجهش در این فیلم است و من به همکاری با او افتخار می‌کنم.»

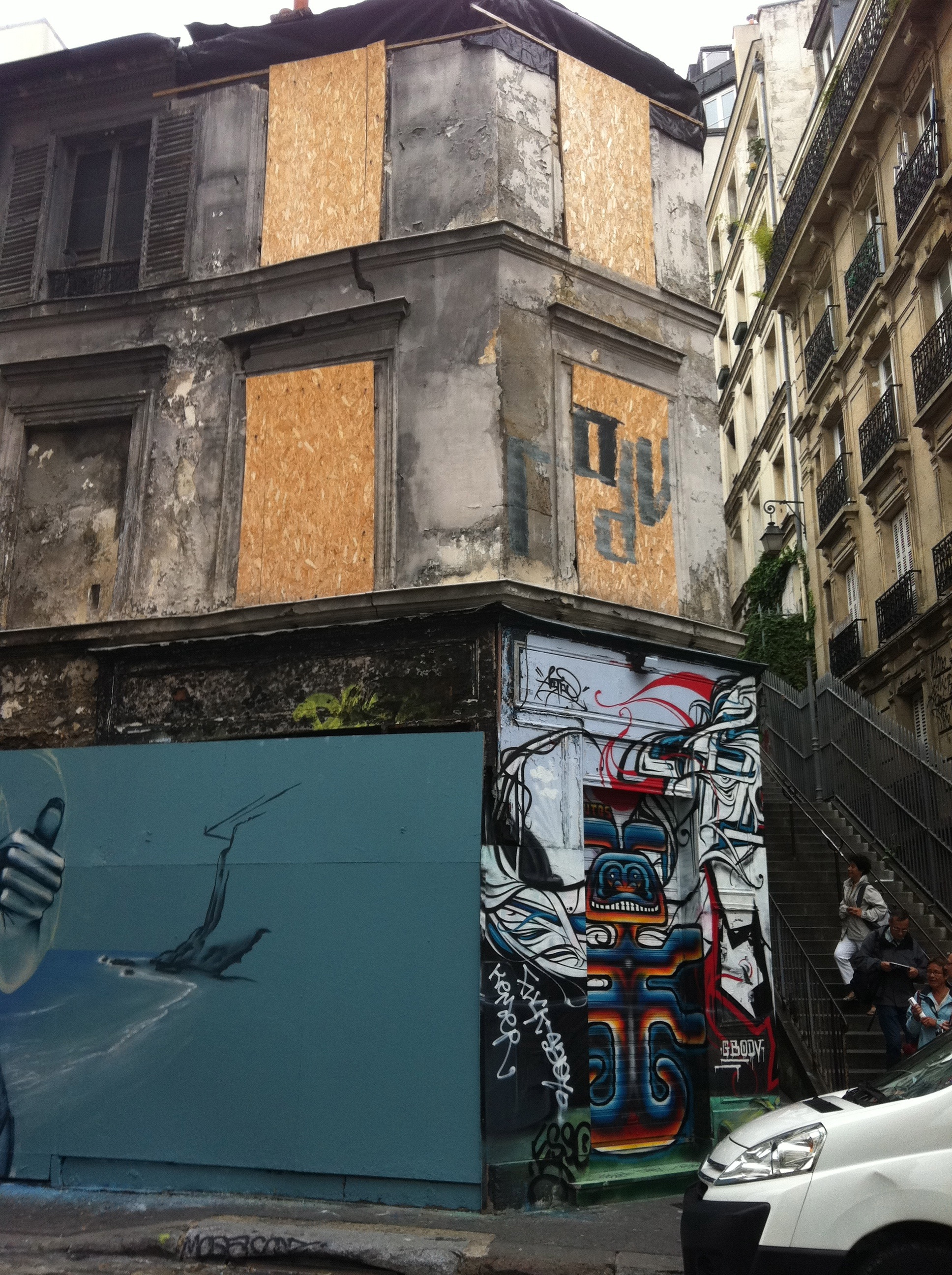
نمای بیرونی یک بیسترو در مون‌مارتر (۲۰۱۱) در صحنه‌ای از فیلم که در مون‌مارتر پاریس می‌گذرد، نمای بیرونی یک بیسترو واقعی استفاده شده است. با این حال، در زمان فیلم‌برداری، ساختمان مورد نظر خالی از سکنه بود و امکان ضبط فضای داخلی در آن وجود نداشت. از این رو، گروه تولید، دکور داخلی بیسترو را در یک ست مخصوص ساختند؛ به‌گونه‌ای که از زاویه پله‌ها، کاملاً با نمای بیرونی تطابق داشته باشد. این ترفند اجازه داد که صحنه‌ها از بیرون و داخل، هماهنگ و باورپذیر به‌نظر برسند.

دیوید ممت نیز، پس از آنکه متوجه شد باید اعتبار نگارش را با زایک شریک شود، درخواست کرد نامش با تخلّص ریچارد وایس  در فیلم ذکر شود، چراکه تصمیم گرفته بود تنها در پروژه‌هایی که نویسندهٔ انحصاری آن‌هاست، نام واقعی‌اش را بیاورد.

## فیلم‌برداری
فیلم رونین با بودجه‌ای در حدود ۵۵ میلیون دلار تولید شد و فیلم‌برداری اصلی آن طی ۷۸ روز انجام گرفت. این فرایند از ۳ نوامبر ۱۹۹۷ در کارگاهی متروکه در اوبرویلیه آغاز شد. در همان ماه، صحنه‌هایی در پورت د لیلا و آمفی‌تئاتر تاریخی آرل تصویربرداری شد. سپس گروه تولید به نقاط مختلفی از جنوب فرانسه از جمله هتل ماژستیک در کن، لا توربی و ویل‌فرنش-سور-مر رفتند. تولید در ۱۹ دسامبر برای تعطیلات کریسمس متوقف شد و در ۵ ژانویه ۱۹۹۸ در استودیوی اپینه از سر گرفته شد، جایی که دو دکور داخلی—یکی برای بیسترو در مون‌مارتر و دیگری برای مزرعه‌ای روستایی—ساخته شده بود. هر دو دکور در کنار نماهای واقعی در لوکیشن‌های بیرونی مورد استفاده قرار گرفتند.
صحنهٔ اوج فیلم در سالن لو زِنیث، که در آن جمعیتی آشفته دیده می‌شود، نیازمند بیش از ۲۰۰۰ سیاهی‌لشکر بود که با مدیریت کارگردان انتخاب بازیگر فرانسوی، مارگو کاپلیه، هماهنگ شده بودند. فیلم‌برداری در ۳ مارس ۱۹۹۸ در منطقه لا دفانس پاریس به پایان رسید.
با توجه به اینکه هیچ واحد دوم (second unit) برای فیلم‌برداری صحنه‌های اکشن در نظر گرفته نشده بود، خود جان فرانکن‌هایمر و فیلم‌بردارش، روبر فراس، مستقیماً این صحنه‌ها را به مدت ۳۰ روز دیگر پس از پایان فیلم‌برداری اصلی مدیریت کردند. اولین تعقیب‌وگریز مهم خودروها در لا توربی و نیس تصویربرداری شد و بقیهٔ صحنه‌های مشابه در نقاط مختلفی از پاریس، از جمله لا دفانس و پل گاریلیانو، انجام گرفت. صحنه‌هایی که در تونل جاده‌ای ضبط شدند، به دلیل محدودیت در بستن مسیر، در شب فیلم‌برداری شدند. همچنین صحنهٔ تعقیب در بزرگراه که در آن بازیگران از میان خودروهای در حال حرکت می‌گذرند، تنها در چهار ساعت روی جاده‌ای بسته تصویربرداری شد.

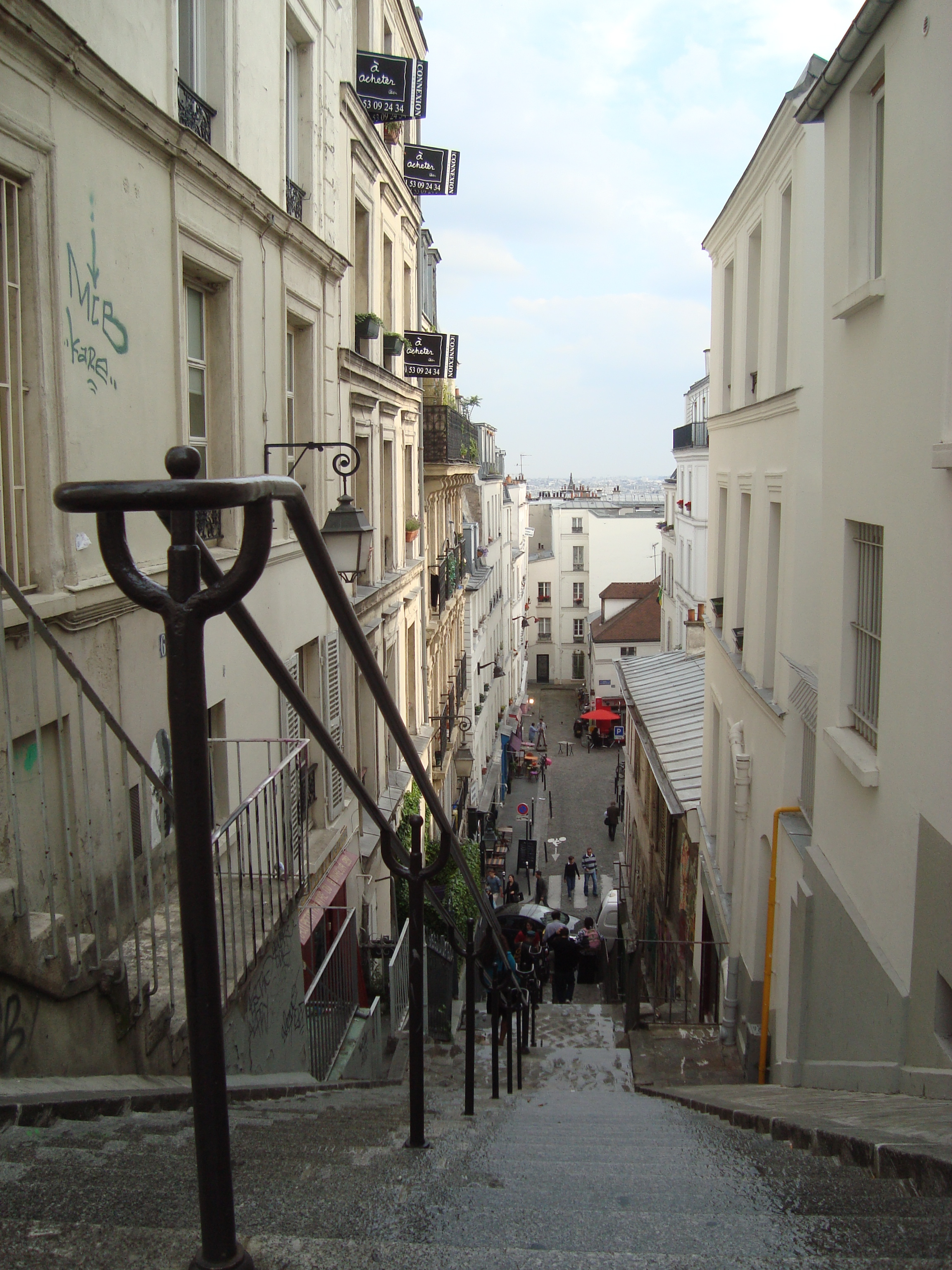
خیابان دروه در منطقهٔ هجدهم پاریس، محل فیلم‌برداری صحنهٔ آغازین فیلم بود.

فرانکن‌هایمر که به عمق میدان زیاد علاقه‌مند بود، تمام فیلم را با لنزهای زاویه باز (۱۸ تا ۳۵ میلی‌متر) در فرمت سوپر ۳۵ فیلم‌برداری کرد. این سبک به او اجازه می‌داد تا جزئیات بیشتری را در هر قاب ثبت کند و آزادی بیشتری برای تغییر قاب در نسخه‌های مختلف فیلم داشته باشد. برای حفظ ظاهری نزدیک به "نسخهٔ اولیهٔ نگاتیو"، از استفادهٔ رنگ‌های اصلی و روشن پرهیز شد. به بازیگران و سیاهی‌لشکرها توصیه شد لباس‌هایی با رنگ‌های خنثی بپوشند و فیلم با تکنیک افزایش کنتراست رنگ دلوکس (CCE)—روشی برای حفظ نقره در نگاتیو که موجب تیره‌تر شدن مشکی‌ها، کاهش شدت رنگ‌ها و افزایش بافت دانه‌ای تصویر می‌شود—پردازش شد.

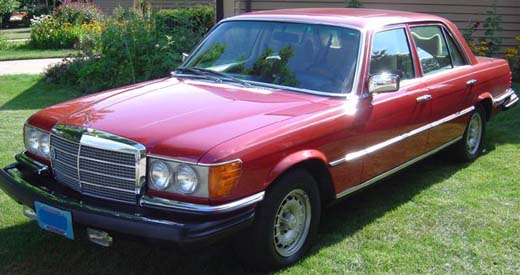
مرسدس-بنز 450SEL 6.9، خودروی مورد علاقهٔ جان فرانکن‌هایمر، در نخستین صحنهٔ تعقیب‌وگریز اصلی فیلم به‌عنوان خودروی شخصیت اصلی مورد استفاده قرار گرفت. فرانکن‌هایمر این مدل را به دلیل ظاهر چشمگیر و «موتور بزرگ و قدرتمندش» انتخاب کرد. این خودرو، که در دههٔ ۱۹۷۰ به‌عنوان یکی از لوکس‌ترین و سریع‌ترین سدان‌های جهان شناخته می‌شد، نمایانگر سلیقهٔ کارگردان در تلفیق عملکرد فنی با جذابیت بصری بود و به‌خوبی با سبک رئالیستی و بی‌پیرایهٔ فیلم هماهنگی داشت.

فراس اظهار کرد که برای برآورده کردن نیازهای کارگردان، از انواع دوربین‌ها از جمله پانافلکس برای صحنه‌های گفت‌وگو و آریفلکس ۴۳۵ و ۳۵-III برای صحنه‌های تعقیب‌وگریز استفاده کرده است. نیمی از فیلم نیز با استدی‌کم فیلم‌برداری شد که توسط دیوید کرون، همکار دیرینهٔ فرانکن‌هایمر، اداره می‌شد. در مجموع، حدود ۲۲۰۰ نما برای این فیلم گرفته شد.

## بدلکاری
جان فرانکن‌هایمر برای صحنه‌های تعقیب‌وگریز با خودرو، از جلوه‌های ویژه اجتناب کرد و به جای آن از فیلم‌نامه مصور برای پیش‌تصویرسازی استفاده کرد و از همان پایه‌های دوربین بهره برد که در فیلم جایزه بزرگ (فیلم ۱۹۶۶) استفاده کرده بود. او تأکید داشت که همه‌چیز واقعی باشد: بازیگران در داخل خودروها قرار می‌گرفتند در حالی که این خودروها با سرعتی تا  ۱۶۰ کیلومتر بر ساعت توسط رانندگان حرفه‌ای مانند ژان-پیر ژاریه (راننده فرمول یک)، ژان-کلود لانیه و میشل نوگارْتَن رانده می‌شدند.
پیش از آغاز تولید، بازیگران در یک آموزشگاه رانندگی حرفه‌ای ثبت‌نام کردند تا مهارت‌های لازم برای حضور ایمن در این صحنه‌ها را بیاموزند. به گفتهٔ ژان-کلود لانیه، هماهنگ‌کنندهٔ صحنه‌های بدل‌کاری خودرو، یکی از اصول مهم تولید این بود که سرعت واقعی باشد و با کاهش نرخ فریم تقلب نشود؛ او گفت: «وقتی نرخ فریم را تغییر می‌دهید، نورپردازی تحت تأثیر قرار می‌گیرد. نور در ۲۰ فریم بر ثانیه با ۲۴ فریم متفاوت است.»
با این حال، روبر فراس، فیلم‌بردار فیلم، اشاره کرد که در برخی موارد نادر از نرخ‌های فریم کمتر—مثل ۲۲ یا ۲۱ فریم بر ثانیه—استفاده شد. برای ایجاد حس سرعت بیشتر، از نماهای نقطه‌نظر  بهره گرفته شد که توسط دوربین‌هایی که زیر سپر جلوی خودروها نصب شده بودند، گرفته می‌شدند.

## موسیقی
در ابتدا قرار بود موسیقی فیلم رونین توسط آهنگساز نامدار، جری گلدسمیت ساخته شود، اما او از پروژه کنار رفت. پس از آن، معاون اجرایی بخش موسیقی شرکت MGM، مایکل ساندووال، چند آهنگساز برجسته را برای جایگزینی پیشنهاد داد. از میان گزینه‌های مطرح‌شده، کارگردان جان فرانکن‌هایمر، آهنگساز اهل جمهوری چک، الیا سمیرال  را انتخاب کرد؛ کسی که خودش گفته بود «در آن زمان حتی جزو آهنگسازان رده ب هم محسوب نمی‌شدم».
چمیرال پس از تماشای نسخه نهایی فیلم، تصمیم گرفت برای تم اصلی موسیقی، حال‌وهوایی از اندوه، تنهایی و قهرمانی ایجاد کند؛ ویژگی‌هایی که فرانکن‌هایمر از او خواسته بود. برای رسیدن به این احساسات، او از ساز دودوک (یک ساز بادی سنتی ارمنی با صدایی غم‌انگیز و عاطفی) استفاده کرد. سمیرال نسخه‌ای آزمایشی از تم را برای فرانکن‌هایمر فرستاد که با واکنش بسیار مثبت او روبه‌رو شد، و به‌سرعت قرارداد رسمی همکاری امضا شد.
ساخت موسیقی متن فیلم، که نخستین تجربه سمیرال برای یک فیلم بزرگ هالیوودی بود، در مدت هفت هفته در استودیوی CTS لندن انجام شد. موسیقی توسط نیک اینگمن تنظیم و رهبری ارکستر شد، مایک فلیکر وظیفه تدوین آن را بر عهده داشت، و ضبط و میکس توسط جان واینات صورت گرفت.
آلبوم موسیقی متن فیلم در سپتامبر ۱۹۹۸ توسط شرکت Varèse Sarabande به‌صورت سی‌دی منتشر شد. سایت آل‌میوزیک با امتیاز ۴.۵ از ۵ آن را تحسین کرد و نوشت که این موسیقی «تجربه‌ای عمیقاً احساسی است که نشان از درک دقیق ریتم و فضا دارد».

## سکانس‌های پایانی جایگزین
کارگردان، سه نسخه مختلف از پایان فیلم را ساخت و به مخاطبان نمایش داد تا بهترین نسخه را انتخاب کنند.
در نسخه اول، دیردره (ناتاشا مک‌الهون) روی پله‌ها در کنار کافه منتظر می‌ماند و فکر می‌کند که به سم (رابرت دنیرو) و وینسنت (ژان رنو) ملحق شود. در هنگام تصمیم‌گیری او از پله‌ها بالا می‌رود. هنگامی که او سوار ماشین خود می‌شود، مردان ایرلندی او را به داخل یک خودرو می‌کشانند و او را یک خائن می‌خوانند. دیردره بعداً کشته می‌شود. سم و وینسنت که از ربوده شدن دیردره بی‌خبر بودند، مکالمه خود را تمام کردند و رفتند. فرانکن‌هایمر گفت که مخاطبان آزمون «از پایان کار متنفر بودند» زیرا آنها نمی‌خواستند مرگ دیردره را ببینند.
در نسخه دوم، دیردره پس از اینکه سم و وینسنت از کافه خارج شدند، به سمت ماشین خود می‌رود و سم، دیردره را هنگام رفتن به سمت ماشین می‌بیند. این پایان نیز رد شد زیرا در آستانه «بیش از حد هالیوودی» بودن بود و اشاره به دنباله‌دار بودن فیلم داشت.
در نهایت نسخه سوم، وینسنت به سم می‌گوید که دیردره دیگر بر نمی‌گردد ولی سم هنوز هم به پیدا کردن دیردره امید دارد. همان هنگام خبر استقلال ایرلند را می‌شنوند. پس از پایان مکالمه، وینسنت پول کافه را حساب می‌کند. سم هم خداحافظی می‌کند و از کافه بیرون می‌رود و از پله‌ها بالا می‌رود. این سکانس توسط کارگردان انتخاب شد و در نسخه نهایی به نمایش درآمد.

## بازخوردها

#### گیشه
فیلم رونین نخستین نمایش جهانی خود را در جشنواره فیلم ونیز در تاریخ ۱۲ سپتامبر ۱۹۹۸ تجربه کرد و سپس در تاریخ ۲۵ سپتامبر اکران گسترده شد. عملکرد فیلم در گیشه متوسط ولی قابل قبول بود؛ در آخر هفته افتتاحیه خود در ایالات متحده با فروش ۱۶.۷ میلیون دلار در ۲۶۴۳ سالن، در رتبه دوم قرار گرفت. رتبه اول در اختیار فیلم کمدی-اکشن Rush Hour با فروش ۲۶.۷ میلیون دلار بود.
در هفته دوم، فروش فیلم به ۷.۲ میلیون دلار کاهش یافت (رتبه پنجم)، و در هفته سوم به ۴.۷ میلیون دلار رسید (رتبه هفتم). فروش آن تا هفته ششم کاهش یافت، جایی که با درآمد ۱.۱ میلیون دلار در ۱۳۴۱ سالن به رتبه سیزدهم رسید.
در پایان اکران، رونین در آمریکا و کانادا مجموعاً ۴۱.۶ میلیون دلار و در سطح جهانی ۷۰.۷ میلیون دلار فروش داشت. این فیلم در میان فیلم‌های رده‌بندی سنی R سال ۱۹۹۸، در جایگاه یازدهم قرار گرفت.

#### واکنش منتقدان
نقدها نسبت به رونین عمدتاً مثبت بودند. بازیگران به‌ویژه رابرت دنیرو مورد تحسین قرار گرفتند. تاد مک‌کارتی در مجله ورایتی نوشت که دنیرو ستون اصلی فیلم است، هرچند منتقد Chicago Reader نظر متفاوتی داشت.
صحنه‌های اکشن فیلم، به‌ویژه تعقیب‌وگریزهای ماشینی، بسیار مورد ستایش قرار گرفتند. جنت مسلین از نیویورک تایمز آن‌ها را "به‌واقع شگفت‌انگیز" توصیف کرد. البته واشنگتن پست طولانی بودن این صحنه‌ها را مورد انتقاد قرار داد و مک‌کارتی نیز از کات‌های زیاد انتقاد کرد.
فیلمبرداری رابرت فریس نیز بسیار تحسین شد. مایکل ویلمینگتون از Chicago Tribune آن را «سطحی ولی جذاب» دانست. با این‌حال، طرح داستان از نگاه برخی منتقدان مانند Chicago Reader کسل‌کننده و از دید واشنگتن پست تقلیدی بود؛ در حالی که ویلمینگتون آن را «آشنا ولی پرکشش» توصیف کرد.
یکی از صحنه‌های مورد علاقه منتقدان، سکانس جاسوسی در هتل کن بود که دنیرو و ناتاشا مک‌الهون در نقش گردشگر ظاهر می‌شوند و اهداف خود را عکاسی می‌کنند.
منتقدان همچنین کارگردانی جان فرانکن‌هایمر را ارزیابی کردند. با توجه به موفقیت تاریخی او با فیلم کاندیدای منچوری (فیلم ۱۹۶۲)، برخی منتقدان معتقد بودند او از آثار دوست نزدیکش، ژان-پیر ملویل، به‌ویژه فیلم سامورایی (۱۹۶۷) تأثیر گرفته است. با این حال، مک‌کارتی نوشت که رونین فاقد آن «ملال اگزیستانسیالیستی» خاص ملویل است.
رونین به عنوان بازگشت شکوهمند فرانکن‌هایمر تلقی شد. او پس از افول حرفه‌اش در دهه‌های ۷۰ و ۸۰ (به دلیل اعتیاد به الکل)، با دریافت جوایز امی برای فیلم‌های تلویزیونی چون در برابر دیوار، فصل سوزان، اندرسون‌ویل و جورج والاس دوباره زنده شد.

رونین آخرین فیلم بلند موفق او بود. ویلمینگتون آن را بهترین فیلم سینمایی او در دهه‌های اخیر دانست، هرچند آن را فاقد خلاقیت آتشین  کاندیدای منچوری (فیلم ۱۹۶۲) توصیف کرد. استفن پرینس آن را «شاهکار پایان دوران حرفه‌ای فرانکن‌هایمر» خواند و نوشت:
با رونین، فرانکن‌هایمر بار دیگر استعداد سینمایی و سلیقه زیبایی‌شناسانه خود را اثبات کرد. فیلم از نظر سبک‌شناسی با آثار موفق اولیه‌اش مانند جایزه بزرگ، قطار و شاپرک‌های کولی هم‌تراز است. نگاه مینی‌مالیستی فیلم به شخصیت‌پردازی و داستان‌سرایی، آن را با دوره طلایی کارگردان پیوند می‌دهد. فرانکن‌هایمر نه‌تنها توانایی خود را از دست نداده بود، بلکه نشان داد از بسیاری از فیلم‌سازان جوان زمان خود در روایت بصری تواناتر است. رونین فیلمی هوشمند، تند، و شوخ‌طبع است.

## نکاتی جالب از فیلم
در توضیحات بخش کامنتری دی‌وی‌دی، فرانکنهایمر اشاره می‌کند که برای صحنه تعقیب چهار دستگاه بی‌ام‌و و پنج پژو خریداری شده بود - به طور مشخص مدل‌های BMW 535i و Peugeot 406.
الکس وارد، خالق بازی Burnout، اظهار داشت که الهام بخش اصلی این بازی رقابتی، فصل پانزدهم نسخه دی‌وی‌دی با عنوان "Crashing the Case" بوده که صحنه برخورد دو خودروی مقابل هم را به تصویر می‌کشد.